# Marta Zaïnoullina
Marta Zaïnoullina est une fondeuse et biathlète handisport russe, née le 30 juillet 1990 à Nijnekamsk.
Elle participe sous la bannière neutre lors des Jeux de 2018 à PyeongChang, elle obtient des médailles en ski de fond et en biathlon.

## Palmarès

### Jeux paralympiques
| Épreuve / Édition   | Biathlon 6 km assis | Biathlon 10 km assis | Biathlon 12,5 km assis | Ski de fond 1,1 km assis | Ski de fond 5 km assis | Ski de fond 12 km assis |
| ------------------- | ------------------- | -------------------- | ---------------------- | ------------------------ | ---------------------- | ----------------------- |
| JP 2014 Sotchi      | 5e                  | 6e                   | 4e                     | Bronze                   | 4e                     | -                       |
| JP 2018 Pyeongchang | 7e                  | Argent               | 6e                     | Bronze                   | Bronze                 | 4e                      |